# Allophylus leptocladus
Allophylus leptocladus är en kinesträdsväxtart som beskrevs av Ludwig Radlkofer. Allophylus leptocladus ingår i släktet Allophylus och familjen kinesträdsväxter. Inga underarter finns listade i Catalogue of Life.